# ムアンプラチュワップキーリーカン郡
座標: 北緯11度48分30秒 東経99度47分48秒 / 北緯11.80833度 東経99.79667度
ムアンプラチュワップキーリーカン郡（ムアンプラチュワップキーリーカンぐん）はタイ中部・プラチュワップキーリーカン県にある郡（アムプー）である。プラチュワップキーリーカン県の県庁所在地（ムアン）でもある。

## 名称
プラチュワップキーリーカンとは「山の群に出くわす」という意味である。名称が長いため、単にプラチュワップ (ประจวบ ฯ) と略されることも多い。

## 歴史
アユタヤ時代にここにはムアンナーラン (เมืองนารัง) とムアンクローンワーン (เมืองคลองวาฬ) という都市が存在したが1767年アユタヤ王朝の崩壊とともに廃墟となった。
その後ラーマ2世により町が再建されムアンバーンナーンロム (เมืองบางนางรม) という町が建設された。しかし、土地はあまり豊かでなかったため、ムアンクイ (เมืองกุย, 現・クイブリー郡) に移転した。
その後1898年ラーマ5世（チュラーロンコーン）はクイブリーの郡庁をタムボン・コラックに移転した。また、郡の名前をコラック郡とした。しかし、1938年にムアンプラチュワップキーリーカン郡に改称した。

## 地理
タイが一番狭くなる、つまり、ミャンマー国境と海までの距離が短くなる位置にある。東は海に面しており、西はミャンマーに面している。西部は山岳地帯になっており、カオ・ヒントゥーン国立公園が置かれその自然が保護されている。
交通は南北にタイ国鉄と国道4号線がほぼ並行に走っており、北はペッチャブリー、南はチュムポーンと通じている。また、国境に向かって道路が延びており、シンコーン・ボーダー・パスという国境地帯に通じており、さらにミャンマーのメルギ方面と通じている。

## 経済
郡内には6つのタムボンがあり、さらにその下位に53の村（ムーバーン）がある。自治体（テーサバーン）が設置されており以下のようになっている。
- テーサバーンムアン・プラチュワップキーリーカン・・・タムボン・プラチュワップキーリーカンの全体および、タムボン・アーオノーイ、タムボン・コラックの一部。
- テーサバーンタムボン・アーオノーイ・・・タムボン・アーオノーイの一部
- テーサバーンタムボン・クローンワーン・・・タムボン・クローンワーンの一部

以下は郡内のタムボンの一覧である。
1. タムボン・プラチュワップキーリーカン・・・ตำบลประจวบคีรีขันธ์
2. タムボン・コラック・・・ตำบลเกาะหลัก
3. タムボン・クローンワーン・・・ตำบลคลองวาฬ
4. タムボン・フワイサーイ・・・ตำบลห้วยทราย
5. タムボン・アーオノーイ・・・ตำบลอ่าวน้อย
6. タムボン・ボーノーク・・・ตำบลบ่อนอก